# やりたいほうだいフジえもん
『やりたいほうだいフジえもん』はDr.モローによる日本のギャグ漫画作品。「コミックガム」（ワニブックス）にて連載していた。

## 概要
「未来の方」からやってきた編集ロボット「フジえもん」が今日もコミックガム編集部や作家を巻き込んで大暴れ。作者によると「ドラえもん」のような作品。

## 主な登場人物
フジえもん
本作の主人公。「未来の方」からやってきた編集ロボット。体育会系のAIをもっている。「呑む」（酒）「打つ」（ギャンブル）「買う」（エロい本）のロボット三原則に則っている。モデルは「コミックガム」編集部の藤田みちよ嬢。
編集長
「コミックガム」の編集長。悪事の露見を恐れ常に目線が入る。常にフジえもんや連載作家に悩まされている。最近自宅を新築した。モデルは「コミックガム」前編集長のＯ崎。
ニワサキ
「コミックガム」編集者。レースクイーンが好きで編集部にレースクイーンのコスチュームを置いている。モデルは「コミックガム」編集部のイワサキ。
ミミズタニ
「コミックガム」編集者。編集部の良心にしてツッコミ役。モデルは「コミックガム」編集部のミズタニ嬢。
蟻山健太郎
「コミックガム」に連載を持つ漫画家。ネコミミの帽子を被っている。モデルは有馬啓太郎。
過尿意アヤ
「コミックガム」に連載を持つ漫画家。「ハワイバカ一代」を連載している。モデルは門井亜矢。
秘玉黄金水
「コミックガム」に連載を持つ漫画家。ブヨブヨのおなかをしている。尿が大好き。モデルはぢたま(某)。
津名ワタル
「コミックガム」に連載を持つ漫画家。スタジオに強盗に入られたり、読者プレゼントでゲーム機を強奪されたりと散々な目にあっている。
乳栗
「コミックガム」に連載を持つ漫画家。AV好き。仕事場の近所が火事になったことがある。
田輪和みのり
「コミックガム」にの漫画家。しっかりとしたラブストーリーマンガを構想し、フジえもんに編み物を通じて乙女心を教える。